# موسم أعاصير شمال المحيط الهندي عام 2004
كان موسم أعاصير شمال المحيط الهندي لعام 2004 هو الأول الذي سُميت فيه الأعاصير المدارية رسميًا في الحوض. سُمي إعصار أونيل، الذي ضرب الهند وباكستان، في أواخر سبتمبر. كما سُميت العاصفة الأخيرة، إعصار أغني، وعبرت إلى نصف الكرة الجنوبي قبل وقت قصير من تبددها. اشتهرت هذه العاصفة خلال نشأتها وأصبحت واحدة من أقرب العواصف إلى خط الاستواء. كان الموسم نشطًا إلى حد ما، حيث تشكلت عشرة منخفضات جوية من مايو إلى نوفمبر. صنفت إدارة الأرصاد الجوية الهندية أربعة منها على أنها عواصف إعصارية، مع رياح قصوى مستدامة لا تقل سرعتها عن 65 كم/ساعة (40 ميلاً في الساعة) بمتوسط ثلاث دقائق. كما أصدر مركز التحذير المشترك من الأعاصير تحذيرات لخمس من العواصف بشكل غير رسمي.
في أوائل شهر مايو، تشكلت عاصفتان استوائيتان في الحوض. تشكلت الأولى في 5 مايو وتعرجت أثناء اشتدادها، حيث انخفضت بمقدار 1840 ملم (72 بوصة) في جزر أمينديفي في مجموعة لكشديب قبالة سواحل غرب الهند، وهو أعلى إجمالي يومي لهطول الأمطار في الحوض. وبعد أسبوع، ضرب إعصار - الأقوى في الموسم - ميانمار، مما أسفر عن مقتل 236 شخصًا وترك 25000 شخص بلا مأوى. تشكلت أيضًا منخفضات جوية على جانبي الهند المتقابلين في يونيو. تسبب منخفض جوي في سبتمبر في مقتل 59 شخصًا بعد هطول أمطار غزيرة على بنغلاديش وغرب البنغال المجاورة. في أكتوبر، ضرب منخفض جوي آخر المنطقة، مما أسفر عن مقتل 273 شخصًا. تشكلت عاصفة إعصارية قصيرة العمر في بحر العرب في نوفمبر.